# Ronde van Emilia 2020
De 103e editie van de wielerwedstrijd Ronde van Emilia werd in 2020 vanwege de Coronapandemie verplaatst van oktober naar 18 augustus. De wedstrijd startte en eindigde in Bologna. De wedstrijd maakte deel uit van de UCI Europe Tour 2020, in de categorie 1.HC. In 2019 won de Sloveen Primož Roglič. Deze editie werd gewonnen door de Rus Aleksandr Vlasov.

## Mannen

### Uitslag
| Ronde van Emilia 2020 |                    |                       |          |
| Plaats                | Naam               | Ploeg                 | Tijd     |
| Winnaar               | Aleksandr Vlasov   | Astana                | 4u59'41" |
| 2                     | João Almeida       | Deceuninck–Quick-Step | + 9"     |
| 3                     | Diego Ulissi       | Team Ineos            | + 18"    |
| 4                     | Eddie Dunbar       | UAE Team Emirates     | + 21"    |
| 5                     | Andrea Bagioli     | Deceuninck–Quick-Step | + 24"    |
| 6                     | Jakob Fuglsang     | Astana                | + 29"    |
| 7                     | Vincenzo Nibali    | Trek-Segafredo        | + 46"    |
| 8                     | Giulio Ciccone     | Trek-Segafredo        | + 1'32"  |
| 9                     | Giovanni Visconti  | Vini Zabù-KTM         | + 2'41"  |
| 10                    | Gianluca Brambilla | Trek-Segafredo        | z.t.     |

## Vrouwen
De zevende vrouweneditie van de Ronde van Emilia maakte deel uit van de UCI Women's ProSeries 2020. In 2019 won de Nederlandse Demi Vollering. Deze editie werd gewonnen door de Deense Cecilie Uttrup Ludwig. De Nederlandse Pauliena Rooijakkers werd derde.

### Uitslag
| Ronde van Emilia voor vrouwen 2020 |                       |                                    |          |
| Plaats                             | Naam                  | Ploeg                              | Tijd     |
| Winnaar                            | Cecilie Uttrup Ludwig | FDJ Nouvelle-Aquitaine Futuroscope | 2u10'44" |
| 2                                  | Rasa Leleivytė        | Aromitalia Vaiano                  | + 11"    |
| 3                                  | Pauliena Rooijakkers  | CCC-Liv                            | z.t.     |
| 4                                  | Urša Pintar           | Alé BTC Ljubljana                  | z.t.     |
| 5                                  | Sabrina Stultiens     | CCC-Liv                            | + 14"    |
| 6                                  | Soraya Paladin        | CCC-Liv                            | + 29"    |
| 7                                  | Tatiana Guderzo       | Alé BTC Ljubljana                  | + 31"    |
| 8                                  | Évita Muzic           | FDJ Nouvelle-Aquitaine Futuroscope | + 37"    |
| 9                                  | Debora Silvestri      | Top Girls Fassa Bortolo            | + 42"    |
| 10                                 | Rachel Neylan         | Cronos-Casa Dorada                 | z.t.     |

1909 · 1910 · 1911 · 1912 · 1913 · 1914 · 1915 · 1916 · 1917 · 1918 · 1919 · 1920 · 1921 · 1922 · 1923 · 1924 · 1925 · 1926 · 1927 · 1928 · 1929 · 1930 · 1931 · 1932 · 1933 · 1934 · 1935 · 1936 · 1937 · 1938 · 1939 · 1940 · 1941 · 1942 · 1943 · 1944 · 1945 · 1946 · 1947 · 1948 · 1949 · 1950 · 1951 · 1952 · 1953 · 1954 · 1955 · 1956 · 1957 · 1958 · 1959 · 1960 · 1961 · 1962 · 1963 · 1964 · 1965 · 1966 · 1967 · 1968 · 1969 · 1970 · 1971 · 1972 · 1973 · 1974 · 1975 · 1976 · 1977 · 1978 · 1979 · 1980 · 1981 · 1982 · 1983 · 1984 · 1985 · 1986 · 1987 · 1988 · 1989 · 1990 · 1991 · 1992 · 1993 · 1994 · 1995 · 1996 · 1997 · 1998 · 1999 · 2000 · 2001 · 2002 · 2003 · 2004 · 2005 · 2006 · 2007 · 2008 · 2009 · 2010 · 2011 · 2012 · 2013 · 2014 · 2015 · 2016 · 2017 · 2018 · 2019 · 2020 · 2021 · 2022 · 2023 · 2024
Tour Down Under · 
Nokere Koerse · 
Healthy Ageing Tour · 
Festival Elsy Jacobs · 
Ronde van Burgos · 
Ronde van Thüringen#Vrouwen · 
Clásica San Sebastián · 
Ronde van Emilia ·